# 郑州北站
郑州北站原名陇海铁路北站，位于中国河南省郑州市惠济区，开建于1955年10月，1984年建成。车站纵连京广线，横接陇海线，是亚洲最大的铁路枢纽编组站，属中国铁路郑州局集团有限公司管辖。仅专用线、专用铁道办理整车货物发到。是中国沟通南北、连接东西的交通要冲，有中国铁路“心脏”之称。

## 历史
- 1904年：建设郑州火車站。
- 1914年：陇海铁路开（封）-洛（阳）线（汴洛铁路）正式投入运营。
- 1955年10月：建设郑州火車北站正式拉开帷幕。整个工程分一、二、三期工程、扩建工程、续建三期工程五个阶段进行，历时三十年。
- 1956年5月：第一期工程竣工，在目前下行场西半部位置建成有21条线路的横列式平面场；
- 1959年3月：第二期工程竣工，建成下行系统到达、编组、出发三场；
- 1959年末：第三期工程开工。
- 1962年11月2日：经中華人民共和國铁道部批准，郑州车站新老两场分为两个车站。即老场改为郑州客运站，新场改为郑州北站（枢纽编组站）。
- 1963年1月1日：郑州北站正式命名。
- 1985年3月25日：上行系统全部建成开通。一个长6.63公里、宽800米、占地5.3平方公里，站行为双向纵列式三级六场的大型编组站落成。
- 1986年：被列入中國國家“七五”重点科技攻关项目的“郑州北生产管理现代化工程”开始实施。
- 1989年12月：以货车管理信息、驼峰作业过程控制、枢钮调度监督、峰尾微机集中、平面无线调车五大系统为代表的一批高新技术设备相继投入使用，郑州北站成为中国铁路第一个综合自动化编组站。[1]

## 车站设施

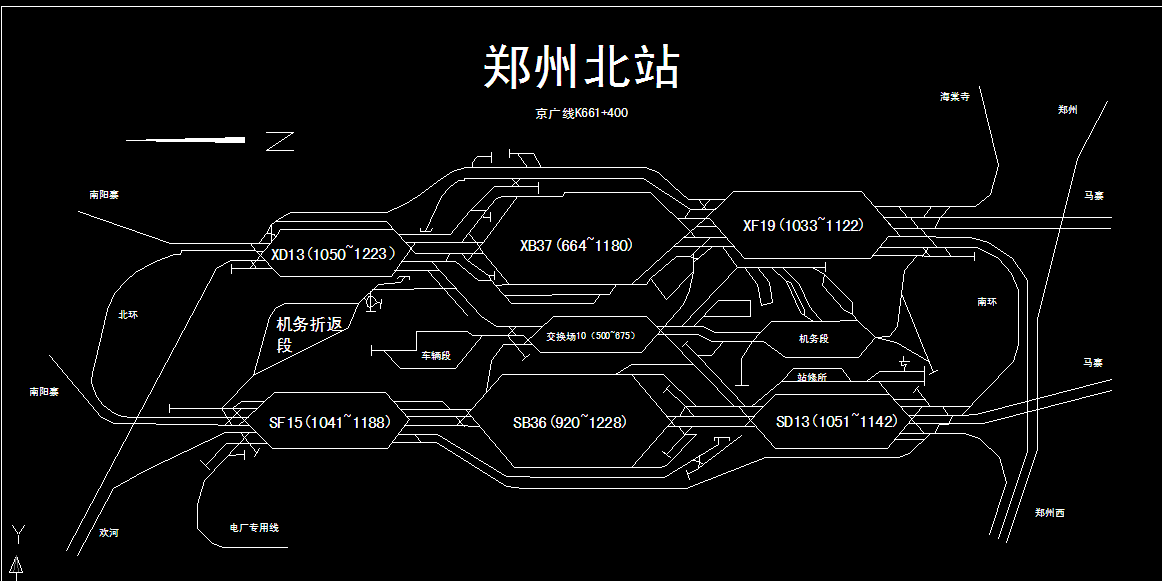
郑州北站股道示意图

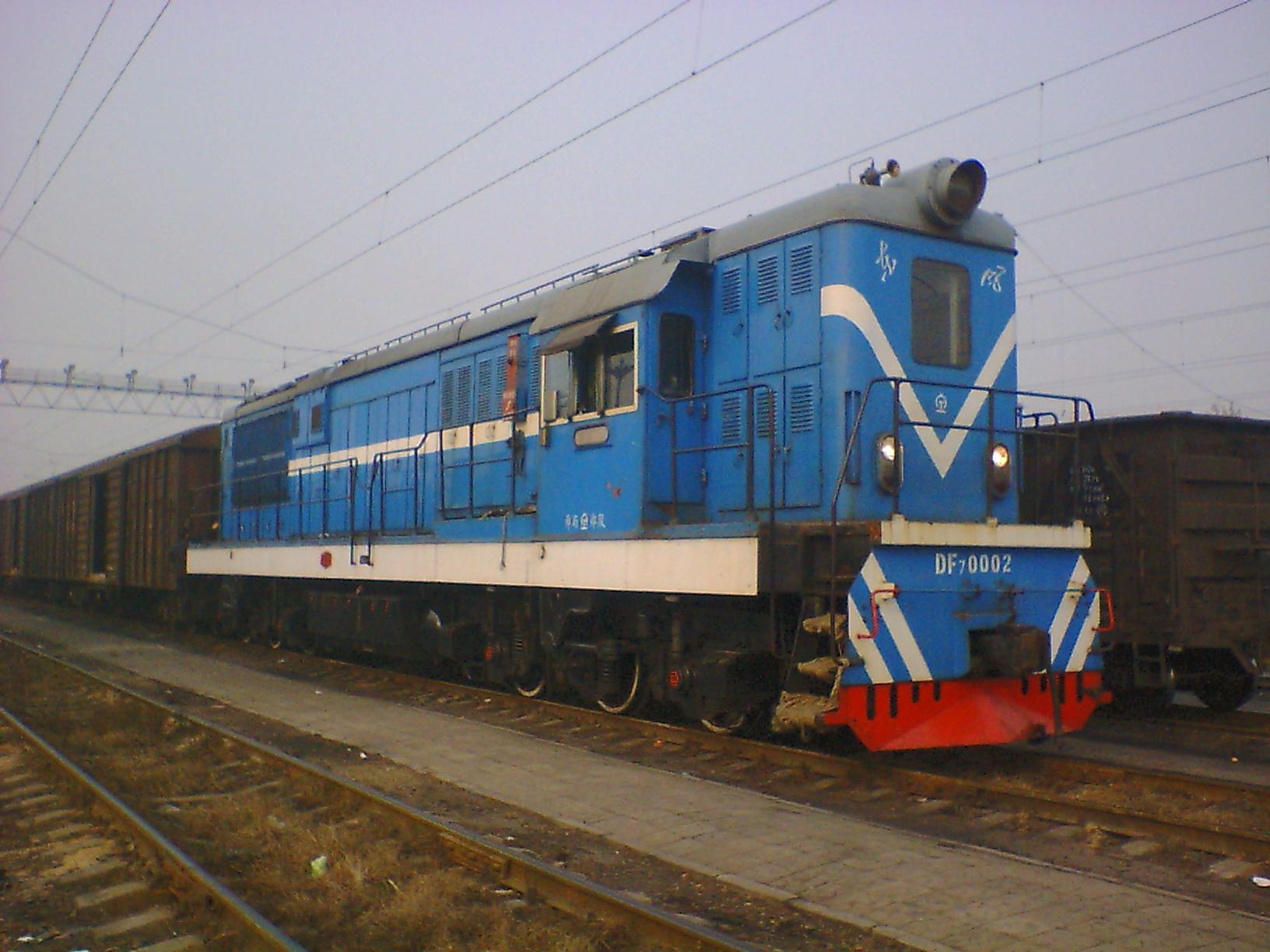
东风7E型柴油机车在郑州北站调车

郑州北站占地5.3平方公里，南北长6000余米、东西宽800余米，有898组道岔，信号机828架，228条铁轨，线路总长454公里，配线151条，到发线有效长1,050米。有冷藏、加水、机械保温、加油等设备，解编能力24,000辆/日，总接发能力766列，为全国编组站之首。郑州北站是中国第一个采用双向纵列式三级八场四推双溜机械化驼峰编组站站型，第一个综合性现代化编组站。

### 上行系统

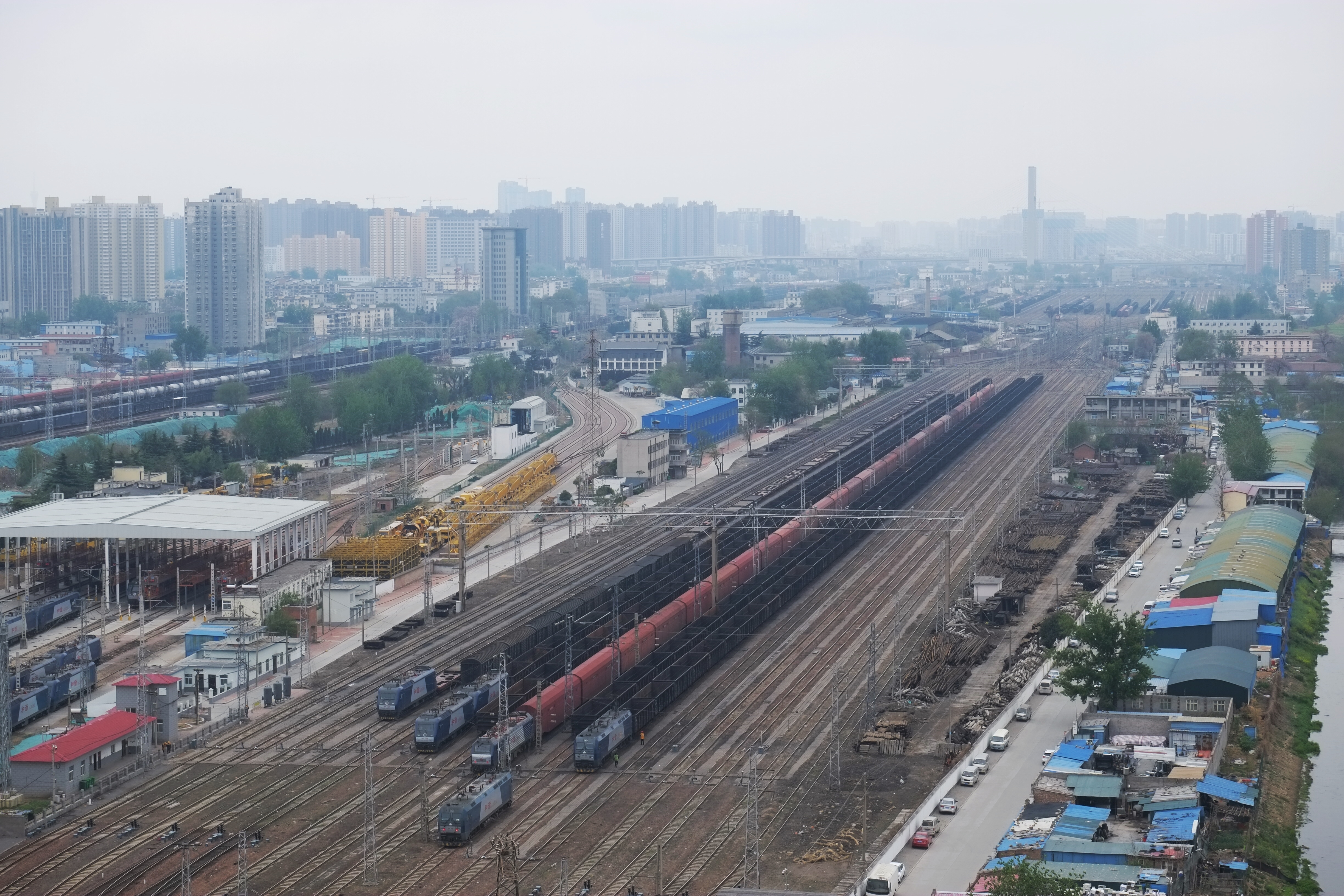
上发场

上行到达场14股、上行编组场36股、上行出发场15股。

### 下行系统

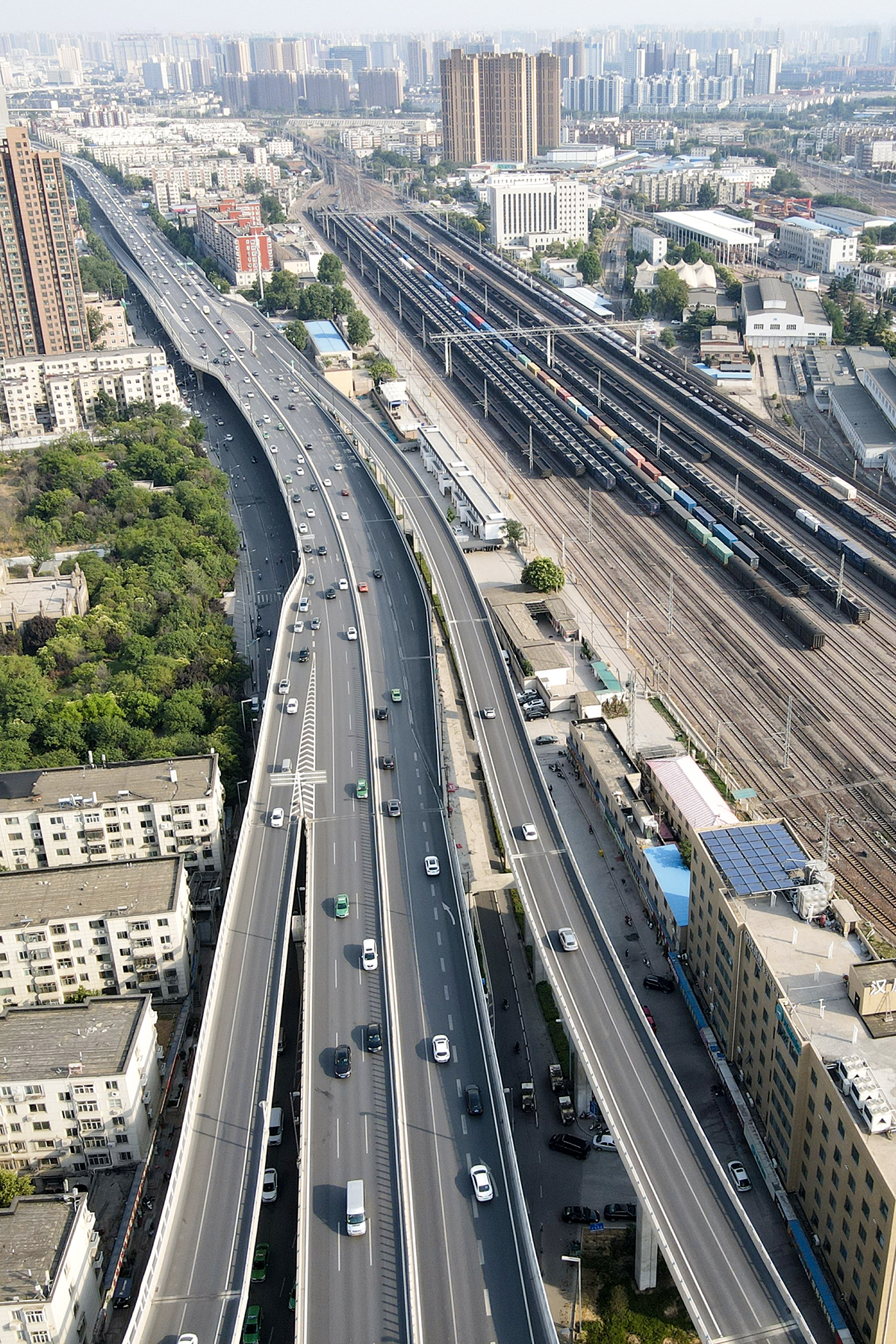
下发场与相邻的京广快速路

下行到达场13股到达线。下行编组场37股集结线，设3个制动位。下行出发场16股出发线。下行辅助调车场8股调车线。
其中下行辅助调车场在交换场与下行出发场之间，线路接入下行出发场，设有简易驼峰与单独的牵出线。由主驼峰把零摘车流与地区小运转车流解体后溜入零摘车流的地区小运转车流的预分集结线上。然后调车场尾部调机牵出，由辅助调车场的牵出线在辅助驼峰上解体，按零摘站顺或地区溜入调车线组成零摘列车或小运转列车，送入出发场。

### 交换场
交换场有10股线路。位于上行编组场与下行编组场之间。

### 机务设备

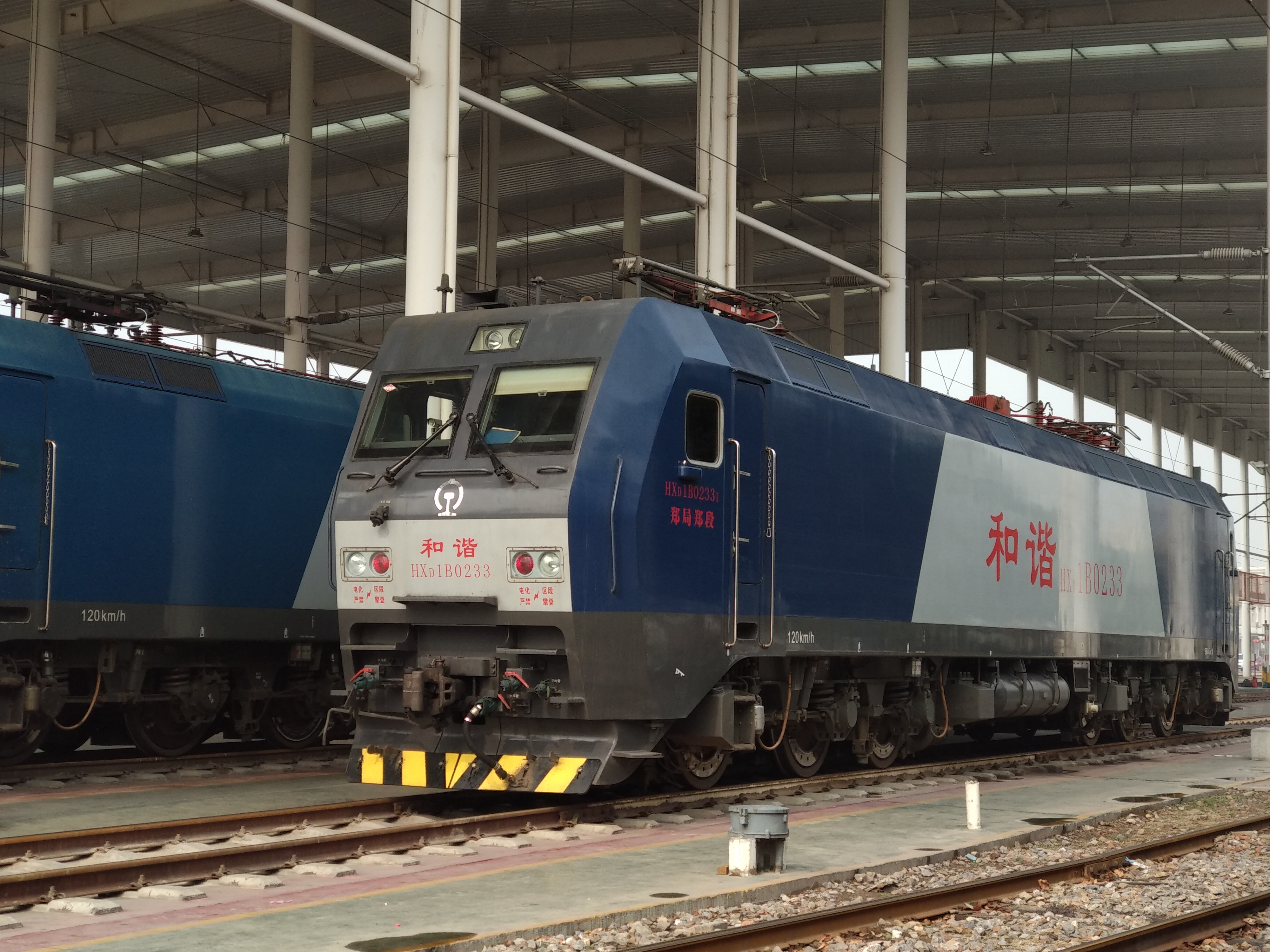
和谐1B型电力机车于郑州北机务段内

郑州北机务段，2个架修、6个定修台位。郑州北机车折返段，8个整备台位。南机车折返段，5个整备台位。下行场尾部机车折返段，3个整备台位；

### 车辆设备
郑州北车辆段郑州检修车间，位于交换场的北端，厂段修台位30个，日出车能力为62辆。日均从编组站交换场要车两次、交车两次。共有作业股道13条，自东向西编号为1～12道。其中，1～6道为段修库线，7～12道为存车线。
上行站修所，24台位；

### 加冰设备
郑州北站加冰所为冷藏车加冰。2007年12月1日，铁道部取消冰保车运输，关闭了全路加冰所。2008年5月7日至9日，郑州北站加冰所原有的5台储氨罐里的近10吨液氨被安全转移。
郑州北站机械保温车加油站。

## 使用情况
郑州北站承担京广、陇海两大干线东、西、南、北4个方向货物列车的解体、编组任务。日均有400多列货车在这里进出，20000多辆车辆在这里集结、解编。郑州北站平均每天接发500辆列车，平均不足3分钟就有一列到达或出发，全中國铁路货运量的近七分之一的货物列车需要在这里进行技术作业，日均办理车数达2.4万辆左右，居全中國之首，其办理车数在亚洲也排名第一。
2002年10月，日办理首次突破30000辆。
如今的郑州北站，年日均办理车数超过30000辆，超过车站原24000辆的设计能力，相当于建站初期的近5倍。